# Hazim al-Qartayanni
Abu-l-Hasan Hazim ibn Muhammad ibn Hasan al-Ansari, conocido como Hazim al-Qartayanni (Cartagena, 1211 - Túnez, 23 de noviembre de 1284; árabe: حازم القرطاجني), fue un poeta, filólogo y teórico de la retórica andalusí.

## Biografía
Nació en la medina de Qartayannat al-Halfa –moderna Cartagena–, una ciudad costera de la región oriental de al-Ándalus, en manos de los almohades, en el seno de una familia noble procedente de Zaragoza. Su padre era un importante cadí y literato que pudo procurarle estudios coránicos en Cartagena y Murcia. Queriendo completar su formación intelectual, Hazim viajó a Granada y Sevilla, donde comprendió la filosofía griega a través de las obras de al-Farabi, Avicena y Averroes.
Tras la derrota almohade en la batalla de Las Navas de Tolosa, la España musulmana había empezado a descomponerse y sucumbir ante el avance de los reyes cristianos Fernando III de Castilla y Jaime I de Aragón. El líder Ibn Hud intentó reunificar bajo sus dominios al-Ándalus, pero la presión castellana lo obligó a declarar su vasallaje. Es en este tiempo caótico cuando Hazim decide exiliarse en Marruecos, donde consigue cierto reconocimiento como poeta en las veladas literarias, a pesar de lo cual debe emigrar finalmente a Túnez.
En su nuevo hogar consigue entrar en la corte del califa hafsí Muhammad I al-Mustansir, al que ganó su confianza, siendo nombrado secretario de la cancillería. Destacará además por su dominio de la gramática, la poesía, la prosodia y la retórica. Aunque en 1270 la fallida octava cruzada de Luis IX de Francia se dirigió contra Túnez, Hazim decidió asentarse definitivamente en la ciudad, en la que ya contaba con discípulos.
Su primera obra escrita fue el Minhag al-Bulaga wa Sirag al-Udaba –«Camino de elocuentes y lámpara de literatos»–, que ofrece como método de iluminación a quien desee expresarse con elocuencia y ser literato. Pero sin duda su obra más conocida fue la Qasida al-Maqsura, una obra poética notable entre la literatura árabe del siglo XIII. La casida se divide según la temática: en primer lugar una oda al Califa tunecino, en el segundo un canto a la tristeza del enamorado y por último un canto de añoranza a las ciudades de su juventud, Cartagena y Murcia.
Hazim el Cartagenero falleció el 23 de noviembre de 1284, sin que se sepa donde descansan sus restos. Una colección de sus obras puede encontrarse en los manuscritos árabes 382 y 454 de la Real Biblioteca del Monasterio de San Lorenzo de El Escorial.

## Recuerdos de Cartagena y reconocimientos

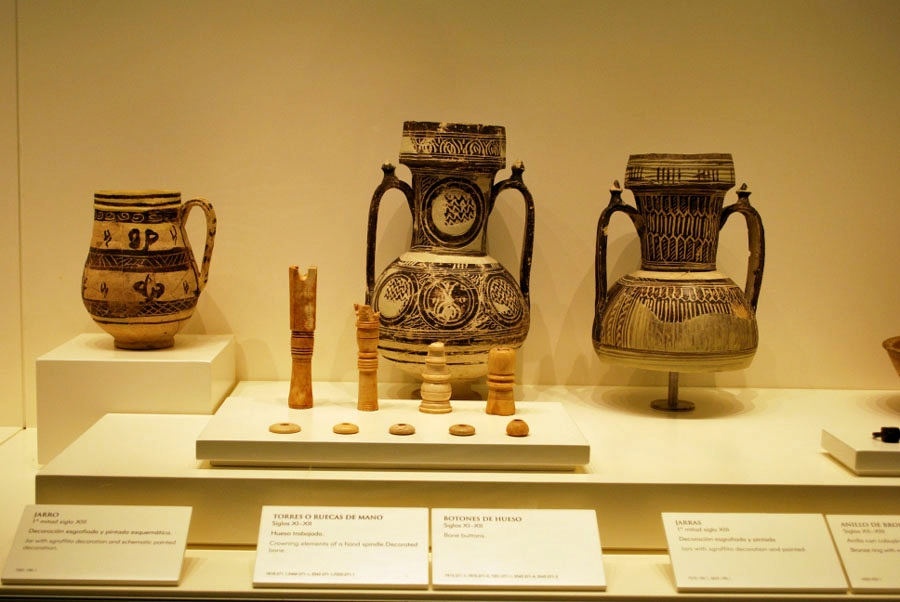
Cerámica andalusí encontrada durante excavaciones en Cartagena, ss. XI-XII.

Hazim, obligado por las circunstancias de su época, no pudo jamás volver a su ciudad natal –conquistada por los cristianos en 1245–, a la que siempre guardó un sentimiento de cariño y añoranza, reflejada en estos versos:

Es un paraíso donde corren ríos
de agua, vino, leche y miel;
donde todos los placeres se dan cita,
el ver y oír cosas agradables,
las comidas, bebidas y perfumes,
las veladas de placer,
el departir en las madrasas,
las tertulias literarias, el amor...
el tiempo es como una fiesta continua;
las noches, como noches de boda;
la vida un ensueño permanente.
Qasida al-Maqsura.

De Cartagena dijo además: «Es un palacio de elevados muros, cuyo techo son las estrellas».
El Ayuntamiento de Cartagena quiso recordar la figura de este poeta en 1986 dedicándole una calle, llamada «Hazim de Cartagena».